# Hermann Fegelein
Hermann Fegelein (30. oktober 1906 – april 1945) var Gruppenführer i Schutzstaffel (SS) og svoger til Eva Braun.

## Baggrund
Han blev født i Ansbach og startede karrieren som jockey. Hans dygtighed som rytter bragte ham i kontakt med Christian Weber, der havde en lignende baggrund, men var blevet for tung. Som gammel ven af Adolf Hitler havde Weber samlet sig en stor formue gennem sine kontakter i NSDAP. Fegelein gik ind i partiet, og med Weber som mentor steg han hurtigt i graderne. Blandt SS-lederne blev han iblandt omtalt som Flegelein (af Flegel = lømmel).
Han blev på grund af sin erfaring med heste først placeret i Reiter-SS, dvs. rytterkorpset i SS. I maj 1942 blev han inspektør for kavaleri og transport ved Reichssicherheitshauptamt (RSHA), en stilling han havde til december samme år. Den 2. december 1942 blev han forfremmet til SS-Oberführer. Hans soldater gennemsøgte Pripjat-sumpene efter jøder, omtalt som "bekæmpelse af partisaner". Fegelein indmeldte en "succeskvote" på 13.788 personer som dræbte "partisaner". Som egne tab anførte han to døde og 15 sårede. Af de dræbte var mere end 90 % jøder. Ved slutningen af 1941 var omkring 40.000 jøder i alle aldre dræbt af Fegeleins soldater.
Den 30. oktober 1943 blev han såret i kamp. I 1944 efterfulgte han Karl Wolff som Himmlers forbindelsesofficer hos Hitler. Da han bemærkede, at Nazitysklands magtcentrum flyttede sig fra kabinettet til kredsen omkring Hitler, giftede han sig med Eva Brauns søster Gretl, hvad der sikrede ham en plads i Hitlers familiekreds, og gjorde ham uafhængig af Himmlers velvilje i en tid, da Himmlers position blev svækket. Samtidig gik han klogelig i forbund med Martin Bormann, hvis stjerne var stigende.
Ifølge Walter Schellenberg var det Fegelein, der ansporede Hitler til at vanære SS-regimentet Leibstandarte Adolf Hitler (LAH); en krænkelse, soldaterne aldrig tilgav Himmler, som ikke havde kunnet forhindre den. LAH kæmpede ved øvre Donau sammen med Sepp Dietrichs styrker. LAH blev beordret til at angribe, men pga en fejl i vejrberegningerne blev angrebet sat til en dato, hvor regnen styrtede ned. Hitler ville ikke udsætte noget, og angebet resulterede i forfærdende tab. Da nederlaget blev meldt Hitler, blev han rasende på LAH og befalede dens mænd at fjerne armbindet som straf. De rasende soldater rev armbindene af og sendte dem via Himmler til Hitler i en natpotte. De vedlagde en afrevet arm tilhørende en af deres døde kampfæller, med armbindet på. Hitler genvandt aldrig deres tillid.
Albert Speer kaldte Fegelein en "meget utiltalende type", der havde"en ondsindet og radikal indflydelse" på Hitlers inderste kreds. Flere har som Speer udtalt, at Fegelein, Bormann og general Wilhelm Burgdorf efter 20. juli-attentatet dannede en uigennemtrængelig mur omkring Hitler.

## Førerbunkeren
Fegelein vendte tilbage til Førerbunkeren i Berlin 25. april 1945. Han havde sammen med SS-manden Bornholdt besøgt Hans Jüttner, chef for SS-Führungsamt, i bil til Fürstenburg. 25. april var det umuligt at komme tilbage i bil, så Fegelein fløj og efterlod Bornholdt i Fürstenburg. Ifølge Jüttner var Fegeleins sidste ord: "Jeg agter bestemt ikke at dø i Berlin." Med opportunistens klarsyn så han ingen grund til at gå til grunde, fordi Hitler gjorde det. Da han ikke holdt til i Førerbunkeren, men i en af to tilknyttede bunkere, kunne han ubemærket smutte ud. Det synes først at være sent på eftermiddagen 27. april at Hitler ønskede hans tilstedeværelse, og fik besked om, at han ikke var at finde i Rigskancelliet. Mistro var blevet en del af Hitlers væsen, og han sendte en gruppe SS-mænd for at hente ham. De begav sig til Fegeleins privatbolig i bydelen Charlottenburg, hvor han blev fundet på sengen, iført civilt antræk. Han foreslog, at de sammen fandt en flyvemaskine og undslap til Bayern, hvor hans gravide kone befandt sig. Han ringede til bunkeren og forklarede sin svigerinde, Eva Braun, at der havde været en misforståelse, og om hun ikke kunne få Hitler til at lade ham tage hjem til sin kone. Det ville Eva Braun ikke, og Fegelein blev bragt tilbage til bunkeren, hvor Hitler degraderede ham og satte ham under arrest i den anden bunker.
Om aftenen 28. april kom der en melding fra Stockholm om, at Himmler forsøgte at forhandle med de allierede bag Førerens ryg. Hitler blev rasende, og da han ikke kunne få fat i Himmler, vendte han sig mod Fegelein, som blev bragt ind i Førerbunkeren og afhørt. Fegelein insisterede på, at han ikke kendte til Himmlers planer, samt at han var vendt tilbage til Førerbunkeren. Nogle overlevende hævdede, at Eva Braun bad Hitler om at vise nåde af omsorg for sin gravide søster; mens andre har forklaret, at hun ikke foretog sig noget. Russiske tanks stod allerede på Potsdamer Platz. Efter en kort forhandling blev Fegelein af SS-vagter ført ned i Kancellihaven og skudt.
Wilhelm Mohnke, der førte krigsretssagen om desertering, oplyste, at Hitler havde bedt ham om at sammensætte et tribunal. Mohnke tilkaldte general Burgdorf, SS-general Hans Krebs og SS-Gruppenführer Johann Rattenhuber. Fegelein protesterede og hævdede, at han som SS-mand kun stod til ansvar overfor Himmler. Så drukken var han, at han græd og kastede op; han kunne ikke stå oprejst, og tissede på gulvet. Mohnke var i knibe, da tysk militær og civil lovgivning fordrede, at den anklagede skal være ved sin forstands fulde brug, og dertil i stand til at forstå anklagen. Selv om Mohnke var overbevist om, at Fegelein var skyldig i desertering, var parterne enige i, at han ikke var skikket til at stille i en retssag. Mohnke afsluttede sagen og overleverede Fegelein til Rattenhubers sikkerhedsvagter. Mohnke genså aldrig Fegelein.
Hans datter, Eva Barbara Fegelein, blev født 5. maj 1945 og opkaldt efter sin moster. Hun døde 8. april 1971 og havde også taget efternavn efter sin stedfar Kurt Berlinghoff.